# Лазарева, Регина Фёдоровна
Регина Фёдоровна Лазарева (урождённая Регина Фишелевна Гутенмахер; 1 [13] декабря 1899, Одесса — 1980, Москва) — советская певица (сопрано), артистка оперетты. Заслуженная артистка РСФСР (1947).

## Биография
Родилась в Одессе, в семье служащего местной табачной фабрики Фишеля Лейзеровича Гутенмахера и учительницы младших классов Песи Борисовны Гутенмахер. Семья жила в доме Хартуляри на улице Приморской, затем на улице Колонтаевской, дом № 26. Отец умер от чахотки, когда она была ребёнком.
В 1915—1917 годах училась в драматической студии актрисы М. И. Морской, по классу Н. Радина, в Одессе. В 1916 году Регина Лазарева снялась в фильме режиссëра Б. Светлова «В царстве нефти и миллионов». Первое выступление на сцене состоялось в 1917 году в Баку. До 1922 года выступала на сценах театров драмы и оперетты Харькова, Ростова-на-Дону, Баку, Тбилиси.
В 1922—1927 годах — солистка Дмитровского театра (будущего Московского театра оперетты). В 1927—1929 годах — играла на сцене Академического Малого оперного театра Ленинграда.
С 1929 по 1957 год — солистка Московского театра оперетты.
В Москве проживала на ул. Садовая-Каретная, д. 5. Член КПСС с 1950 года.
Похоронена на Новодевичьем кладбище (уч. 1, ряд 2, место 4).

## Творчество
Регина Лазарева стояла у истоков советской оперетты и Московского театра Оперетты.
Выступала в опереттах советского и классического репертуара. Сыграла более 200 ролей. Исполнительница главных ролей в советских опереттах и в опереттах Имре Кальмана, которые были в 30-е годы XX столетия новинкой.
Типичная представительница опереточного «каскада» (каскадная субретка), Р. Лазарева в большей мере, чем другие представительницы старшего поколения опереточных артисток, сохранила в неприкосновенности органически близкие ей приемы артистки этого амплуа.
Народная артистка СССР Татьяна Шмыга вспоминала:

«Из всех актрис старшего поколения я выделяла Регину Фёдоровну Лазареву. Она была и осталась для меня самой любимой в нашем виде искусства. Талант её был уникален. У неё было редкое, своеобразное амплуа — каскадно-лирическое. Удивительно, что внешне Лазарева была совсем не броская — и роста небольшого, и фигура совсем не идеальная. Но был в ней особый опереточный шик, она родилась для оперетты. Хотя я уверена, она и в драматическом театре была бы на месте. Владимир Иванович Немирович-Данченко называл её „славной артисткой“. Мхатовцы отдавали ей должное — рассказывали даже, что они разбрасывали по всей Москве фотографии Лазаревой<…>
 Потрясающая многоплановая актриса — и нежная Фиалочка, и эффектная Сильва, и Марица… В театре вспоминали, какой бравурной и кокетливой была Регина Фёдоровна в спектакле „Великая герцогиня Герольштейнская“, поставленном в 1937 году. А когда после войн… поставили оперетту И. Конвера „Акулина“ (по повести Пушкина „Барышня-крестьянка“), Лазарева неподражаемо сыграла мисс Жаксон. Последней работой Регины Фёдоровны в театре стала небольшая, но очень запоминающаяся роль маркизы де Сан-Клу в постановке „Вольного ветра“. Ах, как была сделана эта роль! Персонаж весьма колоритный — эксцентричная дама с авантюрными способностями, — и можно было соблазниться на актёрский перебор, но вкус Регины Лазаревой и Иосифа Михайловича Туманова не позволили этого — маркиза была сыграна гротескно, но в то же время осталась дамой европейского стиля.»— Шмыга Т. Счастье мне улыбалось / Т. Шмыга. — М.:. Вагриус, 2001. — С. 70—71
Обладала хорошими вокальными данными, создала сценические образы, отличавшиеся изяществом и элегантностью. Её исполнению были присущи мягкая лиричность, заразительная весёлость.

## Избранные партии
Лучшая партия — Герцогиня («Герцогиня Герольштейнская» Ж Оффенбаха).
- Виолетта («Фиалка Монмартра» И. Кальмана),
- Дениза («Мадемуазель Нитуш» Ф. Эрве),
- Джульетта, Маргит («Граф Люксембург», «Там, где жаворонок поёт» Легара),
- Бронислава («Нищий студент» К. Миллёкера),
- Стасси, Лиза («Сильва», «Марица» Кальмана),
- Адель («Летучая мышь» И. Штрауса),
- Эллен Эй («Чёрный амулет» Н. Стрельникова),
- Регина де Сен-Клу («Вольный ветер» И. Дунаевского),
- Жаксон («Акулина» Ковнера) и др.

## Награды и звания
- 1947 — Заслуженная артистка РСФСР